# خیابان دراپر (تورنتو)
خیابان دراپر (انگلیسی: Draper Street) خیابانی در مرکز شهر تورنتو، انتاریو، کانادا است. این یک خیابان شمالی-جنوبی است که در غرب خیابان اسپادینا، از خیابان فرانت (تورنتو) غربی از شمال تا خیابان ولینگتون واقع شده‌است. خیابان دراپر به خاطر مجموعه ۲۸ کلبه ردیفی قرن نوزدهمی به سبک امپراتوری دوم قابل توجه است. آنها توسط دولت شهر تورنتو در دهه ۱۹۹۰ به عنوان میراث تعیین شدند. کل خیابان به عنوان یک منطقه حفاظت شده میراثی به عنوان راهی برای حفظ میراث خود برای آیندگان تعیین شده‌است.
این خیابان به افتخار ویلیام هنری دریپر، وکیل، قاضی و سیاستمدار در کانادای علیا که به استان کانادا تبدیل شد، نام‌گذاری شده‌است.